# 馬渕知子
馬渕 知子（まぶち ともこ、1977年5月30日-）は神奈川県横浜市出身。血液型：A型。
東京医科大学医学部医学科卒業後、同医科大学病院皮膚科学講座に所属しながら同病院に勤務。
その後、マブチメディカルクリニックを開設、現在に至る（院長）。
内科学・皮膚科学が専門であるが、あらゆる科と提携を結び、
多面的に人間の身体を総合的にサポートする医療を推進している。

## 略歴
- 2003年　東京医科大学医学部医学科卒業、東京医科大学病院　勤務
- 2008年　マブチメディカルクリニック開設 同院長、株式会社 THEATER DOCTORS INC. 設立
- 2011年　学校法人 食糧学院 理事就任、学校法人 食糧学院 東京栄養食糧専門学校・東京調理製菓専門学校 講師、福岡県大任町 健康大使 就任
- 2014年　一般社団法人　国際毛髪研究医学学会 理事長就任、ミラノ国際博覧会　日本間サポーター就任（現在に至る）
- 2015年　東京栄養食糧専門学院 副校長就任（現在に至る）

## 専門
- 内科・皮膚科学、アンチエイジング医療、分子整合栄養学

## 保有資格
- 医師免許
- Akadmikliniken Cosmeceuticals ＆ skin care Specialist
- 日本医師会認定 産業医（分子整合栄養学 認可）

## 所属団体
- 日本皮膚科学会
- 日本抗加齢医学会
- IVC治療研究会
- 日本コラーゲン医学学会
- International Society Society of Orthomolecular Medicine
- ACAM（American Collage fior Advancement Medicine）非会員
- 国際医科学研究会

## 研究・専門分野
- 分子整合栄養学（サプリメント療法を含む）
- アンチエイジング医療（美容皮膚科学を含む）
- 化粧品開発等
- スポーツ・ドクター（スポーツ営業額など）
- 医療分野における炭酸（炭酸水）の効果・効能・治療等への活用について
- 医療分野における水素（水素水）の効果・効能・治療等への活用について
- 医療分野における温泉の効果・効能・治療等への活用について

## 出版
1. 「デキる人」ほどなぜ人間ドックに行くのか？（講談社）
2. 気になる水　きれいになる水　やさしくなる水（講談社）
3. 天然水は自然の名医　コップ1杯からミネラルウォーター活用術（実業之日本社）
4. 臓器ちゃん、のぞいてみました（情報出版センター出版局）＊監修